# IC25
O IC 25 é uma via rápida portuguesa, que liga actualmente Nevogilde a Santa Eulália da Ordem, no concelho de Lousada.
Desde o Plano Rodoviário Nacional de 1985, que estava prevista a construção do IC 25, uma via rápida que serviria de variante à antiquada e saturada EN207, e que se tornaria no principal acesso rodoviário aos concelhos de Paços de Ferreira, Lousada e Felgueiras.
No final da década de 1990, e após sucessivos adiamentos, foi finalmente construído o primeiro troço desta via, entre Ferreira e Santa Eulália da Ordem, com apenas 6,2 km de extensão, mas que veio revolucionar as comunicações entre os concelhos de Paços de Ferreira e Lousada.
Faltava agora levar a via rápida até Felgueiras e ao Porto. Porém, e novamente após vários adiamentos, o Governo Central decidiu que não se deveria fazer o que faltava do itinerário em via rápida, mas antes em formato de auto-estrada, posteriormente denominada   A 42 . O novo projecto abandonou também em parte o traçado do anterior, que deveria contornar a vila de Lousada a sul desta, tendo sido preferido um novo traçado a norte da vila.
Do traçado original do IC 25, uma parte, entre Ferreira e Nevogilde, desapareceu, tendo sido duplicada e integrada na   A 42 , onde posteriormente foi colocado um polémico pórtico de portagem em pleno traçado da antiga via rápida. Já o troço entre Nevogilde e Santa Eulália da Ordem foi preservado, e permanece actualmente como acesso da   A 42  e do concelho de Paços de Ferreira à variante à EN106, à vila de Lousada e à cidade de Penafiel. Tem perfil de 2x1 em toda a sua extensão, em grande parte devido à forte inclinação de 7,5% patente ao longo de todo o seu traçado.

## Nós de Ligação

### Nevogilde-Figueiras
| Saída | km | Destinos                                                           | Estrada que liga |
| ----- | -- | ------------------------------------------------------------------ | ---------------- |
|       |    | nó de Lousada oeste Paços de Ferreira / Porto Lousada / Felgueiras | A 42             |
|       |    | Penafiel / Lousada centro Santa Eulália da Ordem / Vizela          | N 106            |

### IC 25 - Ferreira / Figueiras
| Troço                 | Situação | km  |
| --------------------- | --- | --- |
| Ferreira - Nevogilde  | Em serviço (09/02/1999) como via rápida ( IC 25 ) Duplicado (11/2006) para formato de auto-estrada ( A 42 ) | 8,5 |
| Nevogilde – Figueiras | Em serviço (09/02/1999) Formato de via rápida ( IC 25 )                                                     | 2,2 |